# 크리스토퍼 뤼어
얀 크리스토퍼 뤼어(독일어: Jan Christopher Rühr, 1993년 12월 19일~)는 독일의 필드하키 선수로 포지션은 포워드이다. 현재 하키 분데스리가의 로트바이스 쾰른 소속으로 뛰고 있으며 독일 필드하키 국가대표팀의 일원이다. 
그는 국가대표 선수로서 올림픽에 3회 출전했고 2016년 하계 올림픽에서 동메달, 2024년 하계 올림픽에서 은메달을 획득했다.